# Championnat du Koweït de football 1996-1997
Navigation
Saison précédente Saison suivante
La saison 1996-1997 du Championnat du Koweït de football est la trente-cinquième édition du championnat de première division au Koweït. La Premier League regroupe les treize meilleurs clubs du pays, regroupés au sein d'une poule unique où ils s'affrontent deux fois au cours de la saison. À l'issue de cette première phase, les quatre premiers du classement se disputent le titre lors d'une phase à élimination directe.
C'est le club d'Al Arabi Koweït qui remporte le championnat après avoir battu en finale Al Nasr Koweït. C'est le 15e titre de champion du Koweït de l'histoire du club.

## Les clubs participants
| - Al Arabi Koweït - Al-Salmiya SC - Kazma Sporting Club - Al Nasr Koweït - Al Shabab Koweït - Solaybeekhat - Al Fehayheel | - Al Tadamon Farwaniya - Al Yarmouk - Al Jahra - Al Sahel - Khitan FC - Al Kuwait Kaifan |

## Compétition

### Première phase
Le barème utilisé pour établir le classement est le suivant :
- Victoire : 3 points
- Match nul : 1 point
- Défaite : 0 point

| Rang | Équipe                | Pts | J  | G  | N  | P  | Bp | Bc | Diff |
| ---- | --------------------- | --- | -- | -- | -- | -- | -- | -- | ---- |
| 1    | Al Arabi Koweït       | 48  | 24 | 15 | 3  | 6  | 37 | 24 | +13  |
| 2    | Kazma Sporting Club T | 47  | 24 | 14 | 5  | 5  | 41 | 23 | +18  |
| 3    | Al Nasr Koweït        | 46  | 24 | 13 | 7  | 4  | 41 | 19 | +22  |
| 4    | Al-Salmiya SC         | 45  | 24 | 13 | 6  | 5  | 39 | 22 | +17  |
| 5    | Al Kuwait Kaifan      | 39  | 24 | 11 | 6  | 7  | 33 | 28 | +5   |
| 6    | Al Yarmouk            | 27  | 24 | 5  | 12 | 7  | 31 | 34 | -3   |
| 7    | Al Tadamon Farwaniya  | 27  | 24 | 7  | 6  | 11 | 26 | 37 | -11  |
| 8    | Al Sahel              | 26  | 24 | 6  | 8  | 10 | 29 | 32 | -3   |
| 9    | Khitan FC             | 26  | 24 | 7  | 5  | 12 | 21 | 29 | -8   |
| 10   | Al Jahra              | 26  | 24 | 7  | 5  | 12 | 36 | 46 | -10  |
| 11   | Al Fehayheel          | 26  | 24 | 8  | 2  | 14 | 30 | 46 | -16  |
| 12   | Al-Shabab Koweït      | 23  | 24 | 5  | 8  | 11 | 28 | 45 | -17  |
| 13   | Solaybeekhat          | 22  | 24 | 5  | 7  | 12 | 29 | 36 | -7   |

|  | Qualification pour la phase finale |
|  | T : Tenant du titre                |

### Phase finale

#### Demi-finales
| Équipe 1             | Résultat | Équipe 2       | Aller | Retour |
| -------------------- | -------- | -------------- | ----- | ------ |
| Al Arabi Koweït      | 3 - 2    | Al-Salmiya SC  | 3 - 2 | 0 - 0  |
| Kazma Sporting ClubT | 1 - 4    | Al Nasr Koweït | 1 - 1 | 0 - 3  |

#### Match pour la3eplace
| Équipe 1             | Résultat | Équipe 2      |
| -------------------- | -------- | ------------- |
| Kazma Sporting ClubT | 1 - 0    | Al-Salmiya SC |

#### Finale
| Équipe 1        | Résultat | Équipe 2       |
| --------------- | -------- | -------------- |
| Al Arabi Koweït | 1 - 0    | Al Nasr Koweït |

## Bilan de la saison
| Championnat du Koweït de football 1996-1997      |                             |
| Champion                                         | Al Arabi Koweït (15e titre) |
| Coupes et trophées                               |                             |
| Vainqueur de la Coupe du Koweït 1996-1997        | Kazma Sporting Club         |
| Qualifications continentales                     |                             |
| Coupe d'Asie des clubs champions 1997-1998       | Al Arabi Koweït             |
| Coupe des Coupes 1997-1998                       | Kazma Sporting Club         |
| Coupe des clubs champions du golfe Persique 1998 | Al Arabi Koweït             |
| Promotions et relégations                        |                             |
| Promus en Premier League                         | Qadsia Sporting Club        |
| Relégués en First Division                       | Aucun                       |